# Ribellione di Engelbrekt

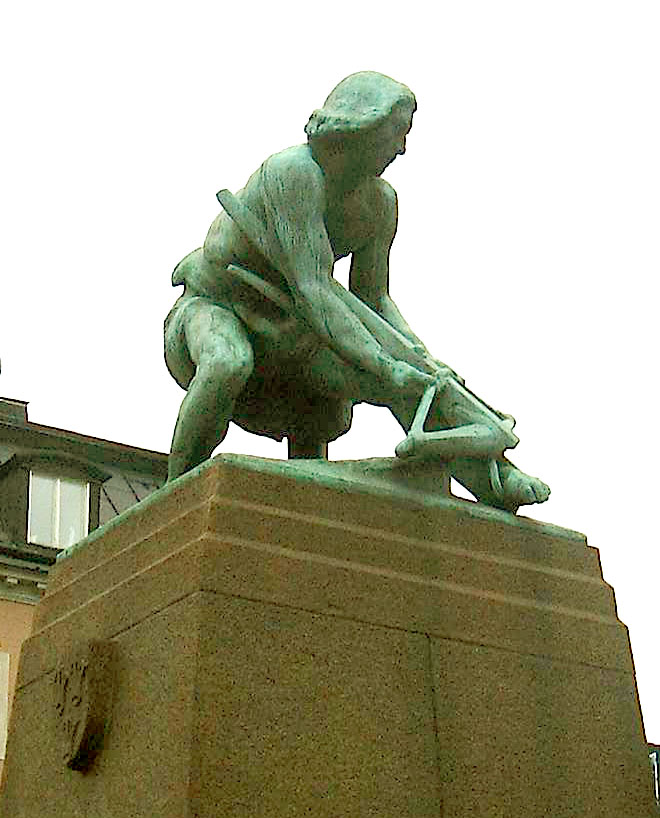
Statua di Engelbrekt a Kornhamnstorg a Stoccolma. La statua, inaugurata nel 1916, presenta il leader della ribellione nelle sembianze dell'eroe e "combattente per la libertà" Guglielmo Tell. Engelbrekt e il suo esercito compaiono su un'immagine sulla base alta, mentre il ricordo di Eric di Pomerania è rappresentato da una statua nei giardini del municipio di Stoccolma.

La ribellione di Engelbrekt (in svedese: Engelbrektsupproret) fu una rivolta avvenuta tra il 1434 e il 1436 guidata dal minatore e nobile svedese Engelbrekt Engelbrektsson e diretta contro Eric di Pomerania, il re dell'Unione di Kalmar. La rivolta, con il suo centro a Dalarna e Bergslagen, si diffuse in tutta la Svealand e nel Götaland. La ribellione ha causato l'erosione all'interno dell'unità dell'Unione Kalmar, portando all'espulsione temporanea delle forze danesi dalla Svezia.

## Antefatti
Nel 1434, la Svezia faceva parte dell'Unione Kalmar, un'unione personale che univa la Svezia con la Danimarca e la Norvegia sotto un unico monarca, Eric di Pomerania. Gli svedesi non erano contenti delle frequenti guerre dei danesi contro Schleswig, Holstein, Meclemburgo e Pomerania, che disturbò le esportazioni svedesi (in particolare il ferro) verso il continente. Durante la guerra danese-holstein-anseatica, mentre le esportazioni venivano fermate, la riscossione delle tasse continuò, facendo infuriare i contadini svedesi. Inoltre, la centralizzazione del governo in Danimarca sollevava sospetti. Il Riksråd voleva mantenere un giusto grado di autogoverno.

## Ribellione
Engelbrekt Engelbrektsson, con interessi nella regione mineraria di Bergslagen, si distinse come leader. Nel 1431 o 1432, Engelbrekt Engelbrektsson era stato nominato portavoce del popolo di Bergslagen per convincere il re Erik a rimuovere il balivo di Västerås, Jens Eriksen. I negoziati con Eric ebbero luogo a Vadstena nell'agosto del 1434, ma senza successo. Nell'estate del 1434, minatori e contadini infuriati bruciarono il castello di Borganäs vicino a Borlänge. La tensione si diffuse, provocando diversi assalti ai castelli in tutto il Paese.

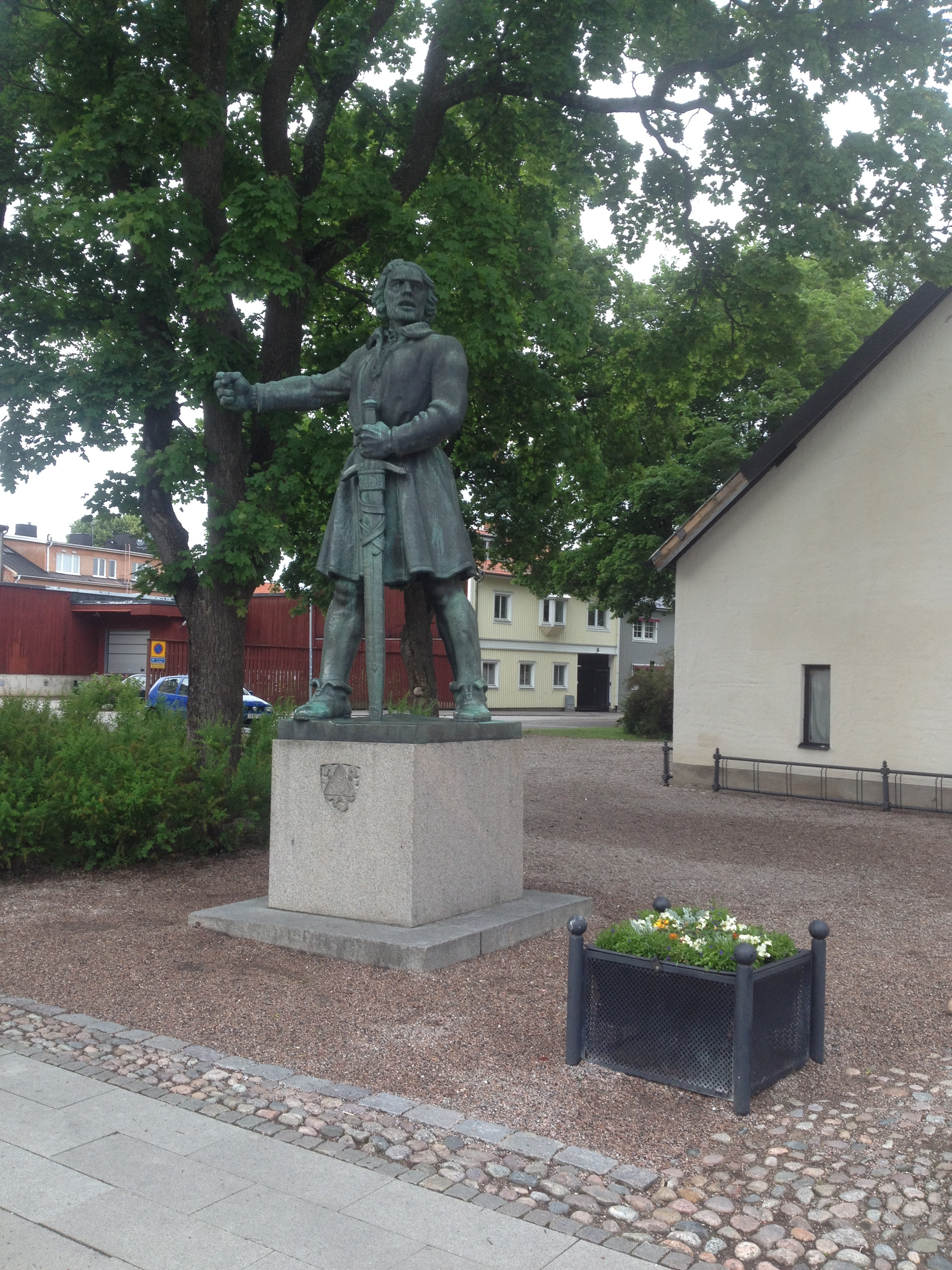
Statua in bronzo di Engelbrekt ad Arboga, scolpita da Carl Eldh, nel 1935.

Nel gennaio 1435 Engelbrekt convocò rappresentanti dei quattro stati nella dieta di Arboga, che in seguito fu chiamata il primo Riksdag degli Stati (sebbene non sia chiaro se i contadini partecipassero realmente). Engelbrekt è stato eletto Capitano (Rikshövitsman) del regno svedese. L'antagonismo diminuì quando Eric promise dei miglioramenti, tuttavia, le persone supponenvano che queste promesse non sarebbero state mantenute, quindi i ribelli ripresero le loro asce. Il 27 aprile 1436, un'unità dell'esercito ribelle fu inviata a marciare verso Stoccolma, dove la gente continuava a sostenere Eric grazie della forte e influente presenza danese in città.
Un certo grado di tensione interna tra le forze ribelli si verificò perché la nobiltà e il clero decisero di sostenere Karl Knutsson Bonde, che nel 1436 era stato eletto Rikshövitsman. Nessuno dei due osò rimuovere completamente Engelbrekt a causa del suo forte sostegno tra i cittadini e i contadini. Tuttavia, Engelbrekt si ammalò e divenne meno attivo. Per uno scherzo del destino molto vantaggioso per Knutsson, Engelbrekt fu assassinato il 4 maggio da Måns Bengtsson (Natt och Dag), a causa di un conflitto personale senza correlazioni. Di conseguenza, Knutsson vinse la lotta per il potere e sarebbe diventato re Carlo VIII di Svezia nel 1448. Il consigliere Erik Puke tentò di radunare i vecchi sostenitori di Engelbrekt nel Pukefejden, ma era troppo tardi. Erik Puke fu arrestato e giustiziato a Stoccolma nel 1437.

## Conseguenze

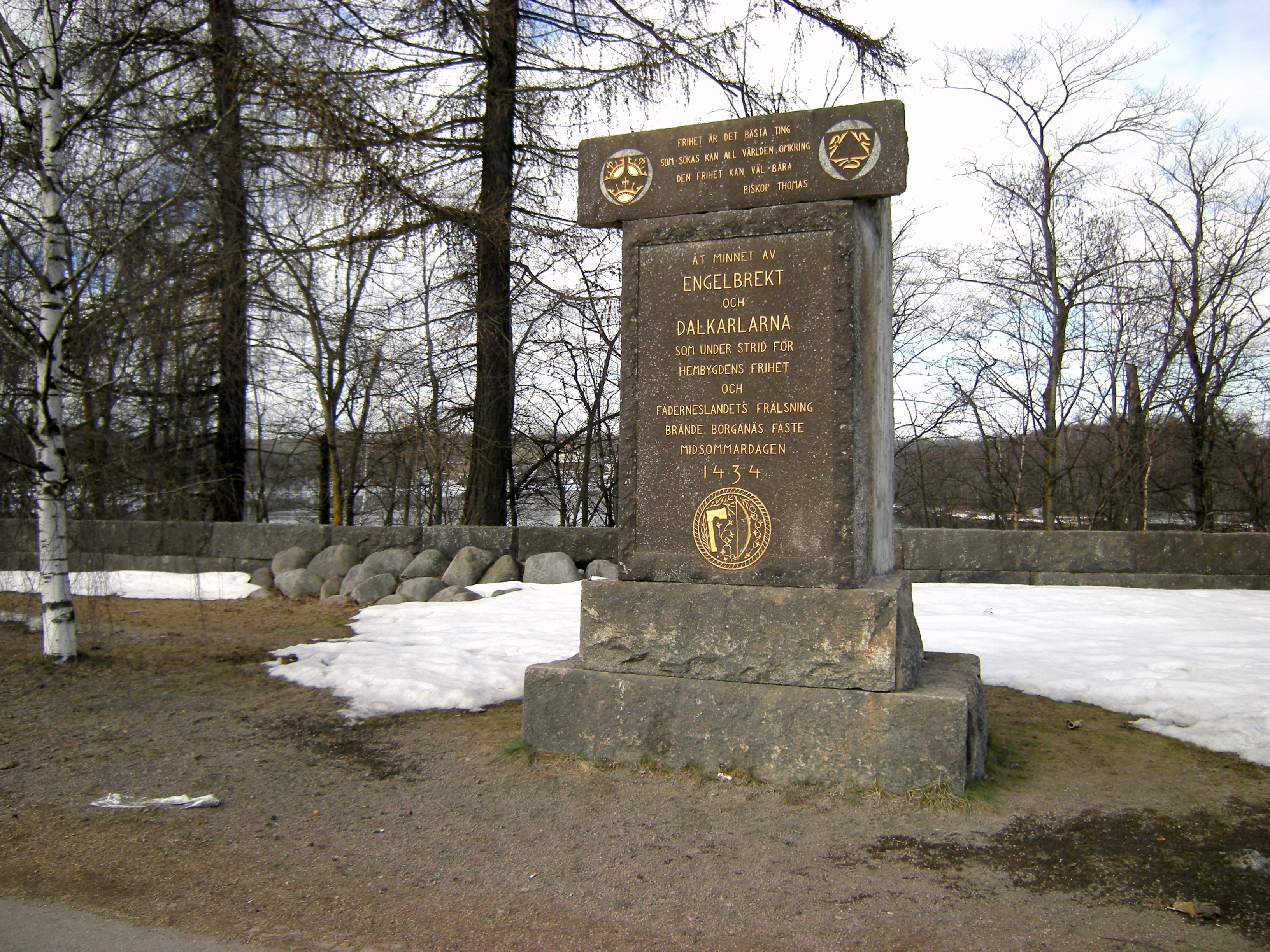
Monumento dedicato Engelbrekt a Borganä.

La ribellione di Engelbrekt causò l'erosione dell'unità dell'Unione di Kalmar, portando all'espulsione temporanea delle forze danesi dalla Svezia. Sebbene in seguito i re danesi riguadagnarono l'influenza sulla Svezia, la ribellione aveva stabilito un precedente per le rivendicazioni svedesi alla sovranità. Ha anche stabilito un precedente per i contadini impegnati attivamente nella politica svedese. Sebbene non sia chiaro se tutte e quattro gli stati partecipassero alla Dieta (Riksdag) ad Arboga, ciò avvenne in realtà nel 1436, quando si tenne una Dieta a Uppsala dopo la morte di Engelbrekt. Così, la ribellione di Engelbrekt segnò l'inizio di un'istituzione democratica, che, in una certa misura, includeva i contadini.